# شهرستان ونچتسا
شهرستان ونچتسا (به لاتین: Łęczyca County، تلفظ: [wɛnˈt͡ʂɨt͡sa]) یک شهرستان در لهستان است که در استان ووتسکی واقع شده‌است.

## خصوصیات
شهرستان ونچتسا ۷۷۴ کیلومترمربع مساحت و ۵۳٬۴۳۵ نفر جمعیت دارد.